# Jason Tahincioglu
Jason Tahincioğlu (Brístol, Inglaterra, Reino Unido; 29 de octubre de 1983) es un piloto de automovilismo turco nacido en Inglaterra. En 2006 y 2007 corrió en GP2 Series para el equipo FMS International.
Con 6 años de edad Jason debuta en mini karting ganando las temporada 1990 y 1991 luego ascendería a otras categorías dentro del karting donde se mantuvo hasta 1999, sin embargo ya había sido piloto probador de Fórmula 3 desde 1998. En 2000 es movido a la Fórmula 3 turca conquistando el vicecampeonato luego de obtener 4 victorias. Entre 2001 y 2002 decidió no participar en ningún campeonato hasta terminar sus estudios de High School. En 2003, 2004 y 2005 participa en la Fórmula Renault británica terminando en el puesto 20 al final del campeonato de 2005.

## GP2 Series
Para 2006 hace su debut en GP2 Series patrocinado por la compañía turca Petrol Ofisi en el equipo FMS International junto con el piloto italiano Luca Filippi. Para la temporada 2007 vuelve a correr para el equipo del piloto de Fórmula 1 Giancarlo Fisichella FMS International.

## Resultados

### GP2 Series
(Clave) (negrita indica pole position) (cursiva indica vuelta rápida puntuable)

| Año  | Escudería                      | 1   | 1   | 2   | 2   | 3   | 3   | 4   | 4   | 5   | 5   | 6   | 6   | 7   | 7   | 8   | 8   | 9   | 9   | 10  | 10  | 11  | 11  | Pos. | Puntos | Ref.  |
| ---- | ------------------------------ | --- | --- | --- | --- | --- | --- | --- | --- | --- | --- | --- | --- | --- | --- | --- | --- | --- | --- | --- | --- | --- | --- | ---- | ------ | ----- |
| 2006 | Petrol Ofisi FMS International | VAL | VAL | IMO | IMO | NÜR | NÜR | BAR | BAR | MON | MON | SIL | SIL | MAG | MAG | HOC | HOC | BUD | BUD | EST | EST | MNZ | MNZ | 30.º | 0      | [ 1 ] |
| 2006 | Petrol Ofisi FMS International | Ret | Ret | Ret | Ret | DNS | 18  | 15  | 19  | Ret | Ret | 13  | 16  | Ret | 17  | 17  | 17  | Ret | 14  | 17  | 17  | 11  | 13  | 30.º | 0      | [ 1 ] |
| 2007 | Petrol Ofisi FMS International | SAK | SAK | BAR | BAR | MON | MON | MAG | MAG | SIL | SIL | NÜR | NÜR | BUD | BUD | EST | EST | MNZ | MNZ | SPA | SPA | VAL | VAL | 33.º | 0      | [ 2 ] |
| 2007 | Petrol Ofisi FMS International | Ret | 13  | DNS | Ret | Ret | Ret | 15  | 18  | 19  | 16  | 17† | 19  | Ret | 11  | 14  | Ret | 11  | 20  | 14  | 20  | 13  | Ret | 33.º | 0      | [ 2 ] |

### GP2 Asia Series
(Clave) (negrita indica pole position) (cursiva indica vuelta rápida puntuable)

| Año  | Escudería       | 1    | 1    | 2   | 2   | 3   | 3   | 4   | 4   | 5    | 5    | Pos. | Puntos | Ref.  |
| ---- | --------------- | ---- | ---- | --- | --- | --- | --- | --- | --- | ---- | ---- | ---- | ------ | ----- |
| 2008 | BCN Competición | YMC1 | YMC1 | SEN | SEN | KUA | KUA | SAK | SAK | YMC2 | YMC2 | 22.º | 0      | [ 3 ] |
| 2008 | BCN Competición | 19   | 16   | Ret | 17  | 12  | Ret | 17  | 13  | 9    | 8    | 22.º | 0      | [ 3 ] |